# Каменна епоха
Каменната ера е най-старият културно-исторически период в развитието на човечеството, когато основните оръдия на труда и оръжията са изработвани от камък, макар по същото време да са употребявани и дърво, рога и кости. В края на каменната ера възниква и се разпространява използването на глинени съдове.
Каменните оръдия се изработват от различни видове камък според своето предназначение. Така например кремък и плочник са използвани за изработването на режещи инструменти, а базалт и пясъчник за работни инструменти, например хромели, примитивни малки ръчни воденични камъни. Към края на каменната ера са одомашнени някои диви животни и започва експлоатацията на медна руда за изработване и използване на метални сечива и оръжия.
В различните райони по света каменната ера протича по различно време и по различен начин. Въпреки това поради сходните елементи от битовата култура е възможна определена класификация. През 1836 г. датският археолог Кристиян Томсен създава своята трипериодна система – каменна, бронзова и желязна епоха). В 1856 г. английският учен Джон Лубок разделя каменната ера на две епохи, стара и нова – палеолит и неолит, а по-късно на три периода – стар (палеолит), среден (мезолит) и нов (неолит).
През палеолита оръдията на труда и оръжията, изработвани от човека, са по-груби и примитивни, но с течение на времето хората ги усъвършенстват и през неолита те са доста по-сложни, по-тясно специализирани и по-качествени. В края на 1860-те френският археолог Габриел дьо Мортийе разработва по-подробна периодизация, като я разделя на шест различни култури.
Според настоящите данни и доказателства, люлката на човешкия род се намира в Източноафриканската рифтова система и по-специално в северна Етиопия, като разселването на праисторическите хора протича на различни етапи и по различни маршрути.

## Каменната ера в археологията
Точните дати на този период остават неопределени, спорни и зависят от конкретния регион, който се изследва. Въпреки това може да се говори за каменна ера като цяло, за цялото човечество, въпреки че в някои култури не се е появила металургия, не са се сблъскали с влиянието на технологически развитите цивилизации. Периодът все пак започва преди около 3 милиона години, с първите хуманоиди, живеещи в Африка, които започват да използва каменни оръдия на труда, за да решават битовите си задачи. Мнозинството австралопитеци вероятно не са използвали каменни оръдия на труда, макар тяхната култура да се изучава в този период.
Тъй като до наши дни са достигнали предимно каменни находки, върху тях се провеждат археологически изследвания. Археолозите провеждат различни проучвания на каменните предмети, за да установят тяхната типология, предназначение и технологическо използване. Нерядко инструментите на каменната епоха достигат до нас в полуразрушено състояние, затова разделът експериментална археология се занимава с тяхното възстановяване и създаване на техни копия.

### Съвременно използване на термина
Един от проблемите в използването на термина каменна ера се заключава в това, че да се съди за нивото на развитие на доисторическите общества (общества без писменост) може само на основание на съхранилите се каменни инструменти, а не по типа и сложността на устройството на обществената организация, източниците за получаване на продоволствия или адаптацията към суровия климат. Това произтича от археологическите методи, използвани в деветнадесети век, когато е разработена тристепенната историческа система. Главната цел на тези методи се заключава в провеждане на максимално количество археологически разкопки за намиране на каменни инструменти. Съвременните методи в археологията обаче се основават на това къде има най-голям сбор информация, която значително би разширила знанията ни за тези доисторически времена и би позволила да се разбере кое в древните времена човешко общество има най-сложна организационна система. Всичко това прави термина каменна ера (в съвременния смисъл) остаряло за обозначение на указания временен период. Сега е известно, че на развитието на древните общества оказват влияние множество различни фактори, като селско стопанство и религия, а каменните оръдия не са находки, които да могат напълно да отразят степента на развитие на древното общество, неговите вярвания и бит. Те дават сведения единствено за битовата и материална култура на древните хора.
Още един проблем, свързан с понятието каменна ера се заключава в това, че терминът е създаден за описание на археологически култури на древна Европа, и не бива да се прилага в отношенията на другите региони на света, такива като Северна Америка и Южна Америка, Океания, където племената на земеделците или ловците-събиратели използват камък чак до тяхната европейска колонизация. Така също използването на металите в живота на древните хора не носи толкова важен характер, колкото е прието да се мисли, и термините Медна, Бронзова и Желязна епоха са не съвсем приемливи за обозначение на дадените периоди в човешката история. Така например във времето, когато в целия свят активно се използват изделия от желязо, в Америка желязото е неизвестно до 1492 година (но са известни мед, сребро и злато), а в Океания – до XVII век.
Следващата след каменната ера е бронзовата епоха, в течение на която хората се научават да изработват бронзови инструменти от мед и калай и да ги използват във всекидневието. Преходът от каменната ера към бронзовата епоха за по-голямата част от човечеството става в периода от 6 до 2,5 хиляди години преди новата ера. Обаче в някои райони, като например Централна и Южна Африка каменната ера директно преминава в желязната епоха, защото не навсякъде, където има човешки общества, те имат достъп до едни и същи метални ресурси. Обикновено се смята, че каменната ера завърша ок. 6000, а на някои места ок. 4000 години пр.н.е. Но културата на Инките в Южна Америка съществува на ниво каменна ера до ок. 2000 година пр.н.е. когато златото, медта и среброто започват да се използват повсеместно. Австралия остава в каменния век до XVII век.
Преходът от каменната епоха към бронзовата, както се вижда, не е едновременен. Преходът се характеризира и с началото на използването на злато, сребро освен медта, което се потвърждава в находките от неолита. Той е кратък и протича само в отделни региони, защото бронзовата сплав се появява и разпространява много бързо. Например, при намерената ледена мумия, Йоци, са забелязани както меден топор и нож, така и кремък, което говори за близост на технологиите на каменната и медната епохи. Съвместното използване на каменни и метални оръдия на труда продължава чак до ранното Средновековие. В Европа и Северна Америка каменните сечива се употребяват и до края на XX век. В диканята се използват дялани кремъци или метални шипове т.е двете технологии едновременно.

## Хронология

### Палеолит
Това е периодът на най-древната човешка история, който обхваща времето от отделянето на човека от животинския свят и появяването на първобитно-общинните отношения до окончателното отдръпване на ледниците. В палеолита човекът започва да използва каменни инструменти във всекидневния си живот. Каменната ера обхваща една голяма част от развитието на човечеството (около 99 % от времето) на земята и започва преди 2,5, или 2,6 милиона години. Каменната ера се характеризира с появата на каменните инструменти, селското стопанство и завършването на плейстоцена около 10 000 години пр.н.е. Епохата на палеолита завършва с настъпването на мезолита, който на свой ред завършва с началото на неолита.
По време на палеолита хората живеят в неголеми номадски и полуномадски общини, като племена и се занимават със събиране на растения и лов на диви животни. Палеолитът се характеризира с използването предимно на каменни предмети, макар да могат да се намерят и такива, изработвани от кост и дърво. Природните материали са адаптирани от човека за използването им като инструменти, така както са били адаптирани и кожите и растителните влакна, но находки от тях не са достигнали до наши дни. По време на палеолита човекът еволюира от ранните представители на рода Homo, например Homo habilis, които използват примитивни каменни оръдия на труда до анатомически съвременния човек (Homo sapiens sapiens). В края на палеолита човекът създава първите произведения на изкуството и започва да практикува религия и духовни и религиозни обреди, като например погребване на мъртвите. Климатът по време на палеолита включва ледниковите и междуледниковите периоди, когато температурите варират от високи до ниски и обратно.

#### Ранен палеолит
Започва с появата на първите хора преди над 2,6 милиона години, а завършва преди около 200 000 години.Това е периодът на появата на първите ловци събирачи-първоначално представени он Homo  habilis, а  също и от Homo erectus.
- Предмети от каменната епоха в Северна Африка
- Atlanthropus mauritanicus

#### Среден палеолит
Този период е най-добре познат като ерата през която неандерталците живеят в Европа и Близкия изток (преди ок. 300 000 – 28 000). Тяхната технология е главно мостерианска, но физичните характеристики неандерталците са открити в неясна връзка с по-скорошната Шателперонска археологическа култура в Западна Европа и няколко местни в Източна Европа/Евразия. Няма доказателства за наличието на неандерталци в Африка, Австралия или Америка.
Неандерталците се грижат за своите възрастни и практикуват ритуални погребения, което показва наличието на организирано общество. Най-старото доказателство за селище в Австралия е от около преди 40 000 години, когато съвременните хора пристигат от Азия през островите. Доказателствата за символични и обредни дейности като декорация на тялото и погребение са неясни за средния палеолит и са все още предмет на дебат. Скалните жилища при Бхимбетка са най-старата следа за хора в Индия, които са на около 30 000 години.
- Важни примери на Атерийската култура (Сахара)
- Череп от този период в Мароко
- Подострен камък, типичен за тази култура
- Друго типично сечиво за тази култура
- Характеристично атерийско стъргало

#### Късен палеолит
Отпреди 50 000 до 10 000 години в Европа Късния палеолит приключва с края на плейстоцена и началото на нова холоцена епоха (края на последната ледена епоха). Съвременните хора се разпръскват по земята през този период наречен късен палеолит. Той е характеризиран със сравнително бърза поредица от често сложни каменни артефакти и голямо увеличение на създаването на изкуство и лични орнаменти. През периода от преди 35 000 до 10 000 години се появяват: от 35 хил. до 30 хил. г. Шателперон, 40 хил. – 28 хил. Ориняшки, 22 хил. – 22 хил. Гравет, 22 хил. – 17 хил. Солютрейски, и 18 хил. – 10 хил. Мадленски. Всички те, с изключение на Шателперон, са свързани със съвременните хора. Авторството на Шателперон все още е предмет на дебати.
Америка е заселена през Беринговия проток, който е бил суша по това време поради ниските нива на моретата. Тези хора се наричат палео-индианци и най-старите документирани техни находки са тези на Кловис отпреди 13 500 г. В световен мащаб обществата са ловци-събирачи, но има доказателства за местни идентичности, които се появяват сред голямото разнообразие на каменни инструменти, създадени за отговарят на различната външна среда.
- Предмети от значение в Европа
- Череп Mechta el-Arbi

### Мезолит
Мезолитът е периодът между палеолита и неолита, с варианти, датиращи от XV до VI хилядолетие пр.н.е.
Началото на мезолита е свързано с края на ледниковия период в Европа и изчезването на мега-фауната, което засяга голяма част от човешките култури на Европа. За регионите, които не са засегнати от този процес, вместо термина „мезолит“ се използва хронологично идентичния „епипалеолит“; за тези култури границата с палеолита не е толкова рязка, а понякога е просто условна.
Мезолитът започва в края на плейстоцена, завършва с разпространението на селското стопанство, което се появява в различни географски райони по различно време. В някои области като Близкия изток, където земеделието вече съществува в края на плейстоцена, мезолитът е кратък и почти незабележим. Този период обхваща края на ледниковия период, когато на земята се установява познатия днес климат, флора и фауна. През мезолита хората успяват да се разселят далеч на север, усвояват територията на Шотландия, балтийските държави и части от крайбрежието на Арктика.
Най-значимите постижения на мезолита са изобретяването на лъкове и стрели, както и опитомяването на животните. Кучета са използвани за лов и опазване на дома. Тази епоха се характеризира с малки съставни инструменти от кремък. В някои места са запазени рибарски мрежи, каменни тесли и дървени предмети, като например канута и салове.
Мезолитът отбелязва напредък в развитието на социалните фактори: членоразделна реч, разработването на общи норми и правила на поведение, както и на забрани, които са определени идеологически и стават част от традицията, религията и табуто. Разпространяват се форми на насилие, които не са свързани с проблема за оцеляването, а с нарушение на социалните норми, когато към извършителите се прилагат различни форми на принуда, а понякога и физическа разправа.
Натрупват се нови знания за света, развиват се и се усъвършенстват умения, които помагат на оцеляването. Така че, за да оцелеят, хората са принудени да знаят характеристиките на областта, навиците на животните, растенията и свойствата на природните минерали. Има първи опити в лечението на наранявания по време на лов, навяхвания, циреи, ухапвания от змия и т.н. Провеждат се и първите операции: вадене на зъби, ампутация на крайници. Формират се първите т.нар. „жилищни хълмове“.
Възниква и се развива изкуството. Намерени са множество рисунки на хора, животни, растения, както и скулптури, които с времето стават по-сложни. Има дори рисунки на фантастични създания (като човека-риба), което говори за възникването на митове и легенди. Появяват се и първи наченки на пиктографията – прототип на рисувателната писменост. Появяват се музика и танци, които са използвани по време на празници и ритуали, свързани с религиозни вярвания и обреди.
В горските райони на света се появяват първите признаци на обезлесяване, което става широко разпространено в периода на неолита, когато се обезлесяват целенасочено големи площи за нуждите на селското стопанство.
В археологията на предколумбова Америка, терминът мезолит не се използва за да се избегне хронологично объркване, тъй като явление като европейския мезолит (култивиране на растения, местна керамика) възниква в Америка много по-късно, около 2000 г. пр.н.е. (късен архаичен период в американската история). Повечето племена на Северна и Южна Америка се занимават предимно с лов и събирателство и усвояват земеделието едва при контакта си с европейците.

### Неолит
Неолита, или Новокаменната ера, е характерна с широкото разпространение на селското стопанство и преходът от търсене на храна към произвеждане на храна. Това е една от най-революционните промени в човешката история, наречена още Неолитна революция. Развиват се и грънчарството, полираните каменни оръдия и се появяват по-сложни и по-големи селища като Чаталхьоюк и Йерихон. Някои от тези характеристики се появяват на определени места по-рано в предходния мезолит. Като цяло първите неолитни култури се появяват около 7000 г. пр.н.е. в плодородния полумесец (Месопотамия) и се разпространяват концентрично към другите части на света. Въпреки това Близкия изток не е единствената родина на селското стопанство тъй като то се развива и в Средна Америка (индианските култури, които отглеждат царевица) и в Далечния изток (древните китайци, които отглеждат ориз). Възникването и развитието на земеделието води до допълнително разделение на труда и възникване на нова обществена и цивилизационна форма – градът и градския начин на живот.
С развитието на земеделието, поради увеличената нужда от по-сигурно прибиране и съхраняване на реколтата и преработката на растенията се появяват шлифовани каменни артефакти, включително инструменти за мелене, рязане и кълцане. Скара Брае, близо до Оркнейските острови, е един от най-запазените образци за европейско неолитно селище. Общността съдържа каменни легла, рафтове и дори вътрешна тоалетна свързана с поток.
Първите мащабни строежи са градските кули и стени (Йерихон) и церемониалните обекти (мегалитът Стоунхендж). Храмовете Джгантия в Гозо на малтийския архипелаг са най-старата оцеляла постройка в света, построена ок. 3600 – 2500 г. пр.н.е.
Най-ранното доказателство за търговска дейност е от също от неолита, когато заселилите се хора започват да внасят необходимите им стоки от разстояния от по няколкостотин километра. Затова се смята, че търговията като обособена човешка дейност е възникнала именно през неолита.
Тези находки са доказателство, че през неолита съществуват достатъчни ресурси и наличие на обществена организация и кооперация, които да позволят на големи групи хора да работят по тези мащабни проекти. До каква степен това е основа за създаване на нови елити и усложняване на социалната йерархия е все още въпрос на дебат. Въпреки че някои късни неолитни общности създават сложни общества подобно на древните хавайци, базирани на съвременните племена с приблизително ниво на технологията, повечето неолитни общества са прости и егалитарни. Сравнение на изкуството на двете ери обаче, кара някои теоретици да стигнат до заключението, че неолитните общества са по-йерархични от тези на палеолита.

## Материална култура

### Прехрана
Източниците на храна за човека през каменната епоха са животните и растенията в района му на обитаване. Хората ползват за храна месото и вътрешните органи на животни, включително и черния дроб, бъбреците и мозъка. Млечни продукти и растителни храни, богати на въглехидрати (като бобови и житни култури), са консумирани малко. Използват се листата и корените на растенията. Месото от животните се добива главно чрез лов, макар че в края на каменната епоха започва да се развива скотовъдството. Също така много преди селскостопанската революция през неолита се увеличава консумацията на бобови растения, за което говорят археологически находки в Израел.. Освен това, последните археологически данни показват, че хората започват да обработват и ядат диви зърнени култури, преди повече от 23 хиляди години, още по време на ранния палеолит, но вероятно земеделието не е успяло да се разпространи по това време заради по-суровите климатични условия и по-опасната околна среда (наличие на повече и по-опасни хищни животински видове. .

### Местообитание
Преди около два милиона години, хората за първи път започват да развиват анторопогенни структури в Източна Африка, изграждани от камъни и клони на дървета с помощта на най-прости механизми. Преди около 500 хил. години, хората започват да използват каменно колело при строителството. Някои от постройките от този период са открити близо до Ница във Франция. Местообитания на хора в каменната епоха са открити по целия свят, включително:
- Палаткови структури във вътрешността на пещера, в близост до Грот Лазарет край Ница, Франция.
- Структури с покрив, направен от дърво, намерени край Долна Вистоница в Чехословакия, на възраст около 23 000 години пр.н.е. Стените са изградени от камък и глина, във формата на блокове.
- В много хижи на древните хора в Източна Европа и Сибир са открити кости на мамут, което предполага обитаването им от хора, ловували мамути за прехрана. Такива места са открити в долината на река Днепър в Украйна, както и в близост до Чернигов, в Моравия, Чехия и южната част на Полша.
- Останки от животни в колибни структури на възраст от около 10 – 15 хиляди години пр.н.е. от Мадленската археологическа култура са открити на платото Паран във Франция.
- Мезолитна гробница с няколко гроба и долмен с останките на мъж са открити в Граве. Подобни структури от епохата на неолита са открити в цяла Европа и Азия. В могилите са открити медни и бронзови инструменти, което нагледно демонстрира проблема с определянето на точния период на каменната ера.

### Изкуство и религия
Праисторическото изкуство може да бъде проследено само по оцелелите находки от каменната ера. Сведения за музикалната култура на първобитните хора могат да бъдат открити въз основа на съхранени примитивни музикални инструменти, а данни за изобразителното изкуство – въз основа на скалната живопис, която включва петроглифи и скални рисунки. Не е известно дали праисторическото изкуство изпълнява религиозна функция.
Съвременните изследвания и задълбочения анализ на находките от каменната ера показват съществуването на ритуали и вярвания сред хората от праисторическите времена. Дейностите на хората от каменната епоха надхвърлят задоволяването на основните нужди като храна, подслон и облекло. В праисторическите времена са се практикували ритуали, свързани със смъртта и погребението на хора, въпреки че те варират значително в отделните култури и общности. В каменната ера очевидно започват да се разпространяват и танците, придружаващи обредите.
Древните хора по време на средния палеолит, очевидно са погребвали своите мъртъвци. За украса на тялото на починалия, както и на гробовете им, се използват ярки цветове от цветния прашец на растения, охра и други. В каменната ера започват да се формират идеите за живота след смъртта и религиозните представи на хората. Също така се извършват ритуали, свързани с призоваването на дъжд, подготовката за лов, лечението на болните.

### Търговски обмен
Обмяната на храна и различни материали и инструменти се среща още от най-ранните култури на каменната епоха. Извършва се търговия дори между населени места, разположени на големи разстояния едно от друго. Находките на каменни сечива, накити, както и на материали за производство на оръжия, спомагат за определяне на търговските пътища от древността. С появата на йерархичната структура на обществото, племенните вождове получават част от печалбата от търговията на тяхното собствено племе. Въпреки това, дори и в края на каменната епоха, търговията се извършва на доста примитивно ниво.

## В съвременната култура
Като жаргонен израз, Каменна ера понякога се използва за определение на народи, водещи племенен начин на живот и подсказващ тяхната технологична изостаналост. Определянето на начина на живот на отделни народи с този термин, може да се използва от технологично по-напреднали цивилизации, като предлог за завладяването им и за преразпределението на земята им и другите природни ресурси.
| “ | Всички учени-антрополози са съгласни, че отрицателното използване на изразите „примитивни“ и „живеещи в каменната ера“ за определянето на дадени народи, водещи племенен начин на живот, може да има сериозни последици за бъдещото им развитие. | ” |

Терминът „пещерен човек“ обикновено също се свързва с каменната ера. Например, в много карикатури, филми и компютърни игри като „Семейство Флинтстоун“ и Милион години пр.н.е. е показано съвместното съществуване на първобитни хора и динозаври, макар че съществуването на динозаври в каменната ера не е потвърдено от науката.
Каменната ера се среща широко и в литературата, например в книгата „Децата на Земята“ от поредицата на писателката Джийн Оел, която се основава на археологически изводи за живота на хората в епохата на палеолита. През 1981 г. излиза филма „Борба за огън“ на режисьора Жан-Жак Ано, по романа на Жозеф-Анри Рони-старши, който описва историята на първобитно племе, изгубило внимателно съхранявания си огън, и открило нов, но вече с помощта на технологията.
Изразът „обратно в каменната ера“ е приписван на началник-щаба на американските военновъздушни сили, ген. Къртис Леман, който през 1965 г. заявява за северовиетнамците, по време на Виетнамската война: „Те трябва да спрат агресията си или ще ги бомбардираме обратно в каменната ера“. Същността на това твърдение предполага масивни бомбардировки, които да разрушат инфраструктурата на противника до такава степен, че напълно да го лиши от възможността за използването на модерни технологии.
В преносен смисъл, изразът „каменна ера“ се използва за каквато и да е остаряла технология, стил, методика и др.